# Lastauto Omnibus
Die Lastauto Omnibus war bis Dezember 2022 ein Fachmagazin für alle Berufskraftfahrer, den Güterkraftverkehr und die gesamte Nutzfahrzeugindustrie.

## Geschichte
Lastauto Omnibus war bis Ende 2022 die älteste Nutzfahrzeug-Zeitschrift in Kontinentaleuropa und erschien zum ersten Mal im Jahr 1924 unter dem Titel Das Lastauto. Bis 1943 konnte sie so erscheinen und im Jahr 1944 bekam die Zeitschrift den Titel Das Lastauto und Auto- und Motorrad-Zeitschrift. Von 1945 bis 1947 erschien die Zeitschrift nicht.
Ab 1947 wurde sie wieder aufgelegt und ab 1951 unter dem Namen Lastauto und Omnibus herausgegeben. Im Jahr 1966 bekam sie den heutigen Titel Lastauto Omnibus. Bis 2009 erschien die Zeitschrift 12× im Jahr. Ab 2010 erschien sie 10× jährlich und seit 2011 wieder 11× jährlich. Sie kostet 4,70 € und es wurden 16.437 Zeitschriften verkauft, davon im Ausland 1.601.
Es gab regelmäßig rund um das Nutzfahrzeug die neusten Informationen, Vorstellungen neuer Nutzfahrzeuge, wichtige Termine und Veranstaltungen.
Ein neuer Bestandteil mit Informationen zur Ausbildung im Automobilsektor wurde 2010 aufgenommen. Weiterhin gab es unabhängige Tests, Nutzfahrzeugvorstellungen und kritische Kommentare. Ein fester Bestandteil der Zeitschrift waren Informationen über alle Nutzfahrzeugprodukte, Marktberichte der vielen LKW-Typen, Transporter, Omnibusse, Anhänger sowie Aufbauten. Beilagen waren als Truck-Race-Guide, Trans aktuell/Extra, ab 2005 Die besten Marken, Who is who im Nutzfahrzeug-Flottenmarkt und ab 2006 Lastauto Omnibus/Spezial hin und wieder vorhanden. Seit 2013 wird 3× im Jahr auch das auflagenstärkste NFZ-Werkstatt-Fachmagazin Werkstatt aktuell der kompletten Auflage beigelegt.

## Onlinedienst
Zur Fachzeitschrift Lastauto Omnibus gehörte im Internet außerdem ein Onlinedienst mit Newsletter. Alle Neuheiten werden im Videopodcast bereitgestellt, außerdem gab  es eine Videogalerie, Downloads, e-paper und Bildergalerien. Ein sehr umfangreiches Nachrichtenarchiv war vorhanden, um alles in den vergangenen Jahren noch einmal nachlesen zu können.